# Wilhelm Kusserow (Lehrer)
Wilhelm Kusserow (geboren 19. Mai 1901 in Hennigsdorf; gestorben 3. August 1985) war ein deutscher Lehrer und führender Kopf des deutschgläubigen neugermanischen Heidentums im 20. Jahrhundert. Er begründete 1927 die deutsch- und germanischgläubige Nordische Glaubensgemeinschaft, eine neuheidnische, antichristliche und der völkischen Bewegung nahestehende Vereinigung. Kusserow formulierte 1934 als Glaubensgrundlage das Nordische Artbekenntnis, eine am „nordischen Gedanken“ orientierte, radikal rassistische und antisemitische Weltanschauung. Nachdem er in der Zeit des Nationalsozialismus nicht der NSDAP angehört hatte, konnte er 1951 mit der Artgemeinschaft eine Nachfolgeorganisation in der Tradition der Nordischen Glaubensgemeinschaft gründen. Er stand der Artgemeinschaft vor, bis er 1980 von jüngeren Mitgliedern um Jürgen Rieger abgesetzt wurde. Mit seinen verbliebenen Anhängern bildete Kusserow den Treuekreis Artglaube Irminsul.

## Leben und Wirken
Kusserow war der Sohn eines Kantors hugenottischer Herkunft. 1904 zog die Familie nach Nowawes, wo Kusserow 1920 auf dem Realgymnasium die Reifeprüfung bestand. Im selben Jahr nahm er an der Friedrich-Wilhelms-Universität Berlin ein Studium der Germanistik, Anglistik und Philosophie auf. In seinem dritten und vierten Semester studierte er Theologie. Er promovierte 1926 bei Max Dessoir über Friedrich Nietzsche und Stefan George im Vergleich. Die Arbeit erschien 1928 im Verlag der Zeitschrift Der Weiße Ritter, der Führerzeitschrift des Bundes der Neupfadfinder. Kusserow selbst war Mitglied des Alt-Wandervogels und des Deutschnationalen Jugendbundes. Er ist weder identisch noch verwandt mit dem Stettiner Mittelschullehrer Wilhelm Kusserow, Vorsitzender des Landesverbandes Pommern des Vereins für werktätige Erziehung und Autor der Mathematik-Lehrbücher Los von Euklid! (Leipzig 1928) und Neue Raumlehre für Volksschule und die entsprechenden Klassen weiterführender Schulen (Berlin/Breslau 1936). Vielmehr unterrichtete er in den folgenden Jahren als Studienrat an 20 Schulen in Berlin, Havelberg und Hoppegarten, in Bad Freienwalde und nach 1949 weitere 18 Jahre in Berlin-Kreuzberg.
Kusserow trat aus der evangelischen Kirche aus. Er lernte den Berliner Juristen und späteren Reichsgerichtsrat Norbert Seibertz kennen. Gemeinsam gründeten sie 1927 die Nordische Glaubensgemeinschaft als Abspaltung von der Deutsch-religiösen Gemeinschaft von 1911. In der Nordischen Glaubensgemeinschaft sammelten sich die Orden der Nordungen, die Germanische Glaubens-Gemeinschaft Ludwig Fahrenkrogs und die Gaue Brandenburg und Kursachsen der Deutschgläubigen Gemeinschaft. Die Nordungen stammten aus der Jugendbewegung und standen der völkischen Bewegung nahe. Die Nordische Glaubensgemeinschaft betonte das „nordische“ Element der religiösen Vorstellungen. 1932 erfolgte der Zusammenschluss zur Nordisch-Religiösen Arbeitsgemeinschaft, unter der Leitung von Norbert Seibertz und Kusserow als seinem Stellvertreter. Dabei handelte es sich, wie Ulrich Nanko bemerkt, nicht um eine Religionsgemeinschaft, sondern einen „Kampfbund“, der „einzig und allein der Förderung des Rassegedankens“ diente.

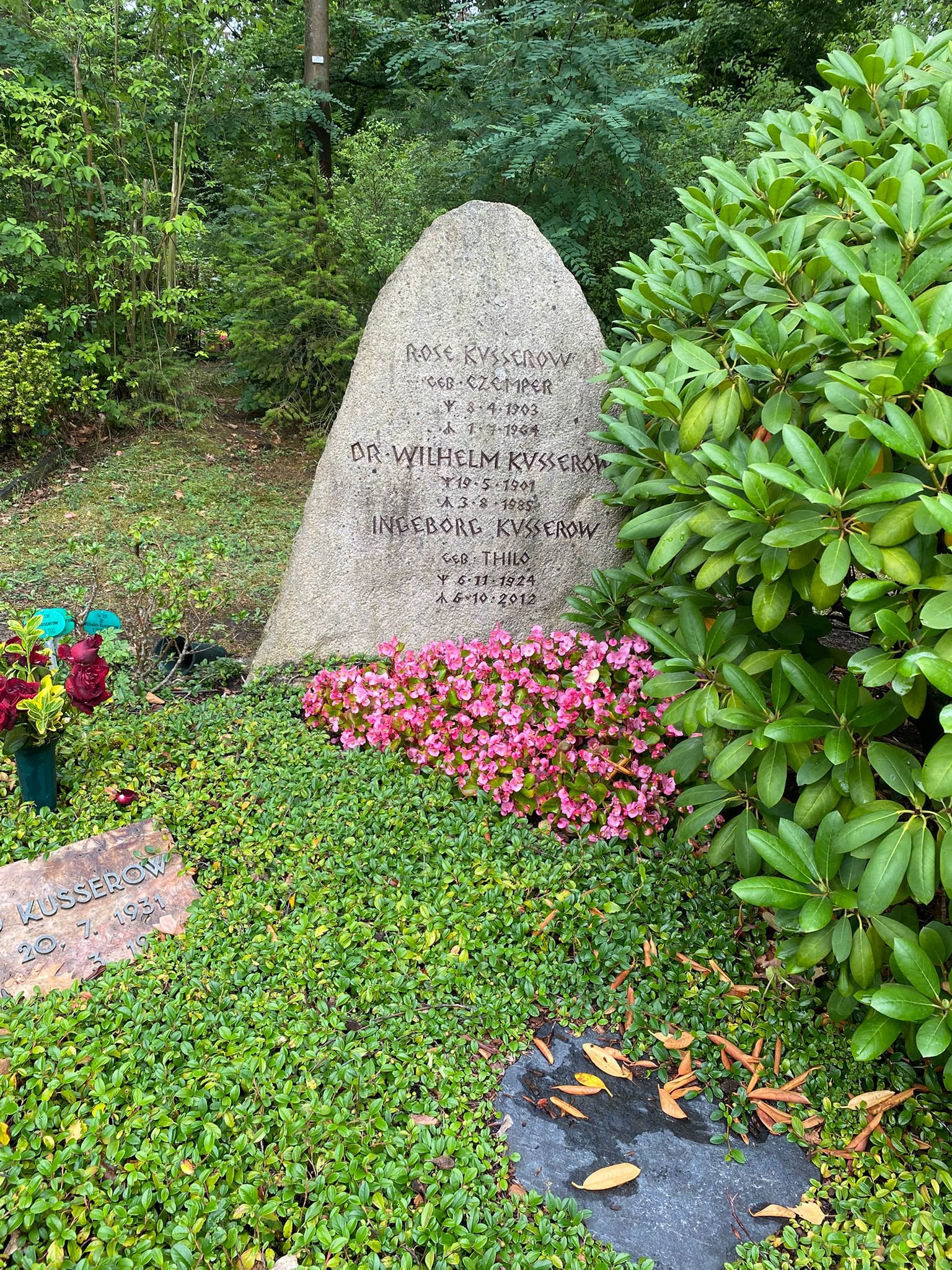
Grabstätte auf dem Parkfriedhof Lichterfelde

In der Zeit des Nationalsozialismus schloss sich die Arbeitsgemeinschaft zunächst der Arbeitsgemeinschaft der Deutschen Glaubensbewegung unter Jakob Wilhelm Hauer an. Im Oktober 1934 verließen Seibertz und Kusserow Hauers Arbeitsgemeinschaft und reorganisierten die Nordische Glaubensgemeinschaft als allnordische Sammlungsbewegung. Sie repräsentierten das radikal rassistische, antisemitische und auf germanische Religiosität zielende Spektrum.  Als Abzeichen führten sie die silberne Hagalrune. Als Publikationsorgan diente die Nordische Zeitung. Kusserow wurde nie Mitglied der NSDAP, formulierte aber 1934 das „Nordische Artbekenntnis“ als weltanschauliche Grundlage, das er selbst mit Hitlers Parteiprogramm verglich. Als sich 1938 die Deutschgläubige Gemeinschaft unter Alfred Conn der Nordischen Glaubensgemeinschaft anschloss, wurde Kusserow Vorsitzender.
In mancher Literatur wird angegeben, Kusserow sei Offizier bzw. Mitglied der SS gewesen. Ulrich Nanko verweist darauf, dass Kusserow mit seiner Nordischen Glaubensgemeinschaft die Entnazifizierung nach dem Zweiten Weltkrieg unbeschadet überstand, weil er nie Parteimitglied war. Kusserow konnte sich vielmehr den Behörden gegenüber als NS-Opfer darstellen und entging so einer Internierung im Rahmen der Reeducation. 1951 gründete er in der Nachfolge der Nordischen Glaubensgemeinschaft in Göttingen zunächst einen Vertrauenskreis freigläubiger Gefährten. Daraus entstand 1957 die Artgemeinschaft – Glaubensbund wesensgemäßer Daseinsgestaltung als eingetragener Verein, der auf seinem rassistischen Artbekenntnis basierte. Die Nordische Zeitung erschien bereits seit 1950 wieder und wurde zum Organ von Kusserows kleinem Traditionszirkel. Kusserow war auch Mitglied der Northern League. 1980 wurde er durch eine Gruppe jüngerer Mitglieder um Jürgen Rieger aus der Artgemeinschaft gedrängt und gründete den Treuekreis Artglaube Irminsul mit der Zeitung des Artglaubens als Publikationsorgan.
Wilhelm Kusserow ruht auf dem Berliner Parkfriedhof Lichterfelde.

## Schriften
- Friedrich Nietzsche und Stefan George. Ein Vergleich. Der weiße Ritter, Potsdam 1928.
- Das nordische Artbekenntnis … Zweite unveränderte Auflage., Berlin 1934.
- The Creed of the Nordic Race, etc. [An English summary of "Das nordische Artbekenntnis."]., Pp. 21. London 1936.
- Nordischer Glaube und Christentum. Die Wesensfrage unserer Zeit. Sieben Stufen Verlag, Schkeuditz b Leipzig 1940.
- Artrichte meines Tuns. Kleine nordische Ethik. Artgemeinschaft, Berlin ca. 1960.
- Lebenswissen. Natürliches Weltbild. (Ahlbrecht), o. O. 1970?
- Vermächtnis. Artgemeinschaft, [Iphofen] 1972.
- Aber die Steine, sie reden … für den, der hören will., Berlin 1973.
- Gesichtssteine. Sinntiere, Dämonen, Asen ; ein Beitrag zur Vorgeschichtswissenschaft., Berlin 1973.
- Heimkehr zum Artglauben (von Meister Ekkehart bis Fr. Nietzsche). Kusserow, Berlin 1974–1975.
- Im 20. [Zwanzigsten] Jahrhundert. Ahlbrecht, Göttingen 1976.
- Artglaube. Lebenssinn, Volksgesetz, Selbsterfüllung; Gesamtdarstellung eines wesensgemäßen Glaubens des nordentstammten europäischen Menschen. Ahlbrecht, Göttingen 1977.
- Geleitgeister. Lebensbericht 1901 - 81. Selbstverl., [Berlin] 1982.